# 馬奇伍德鎮區 (密歇根州)
馬奇伍德鎮區（英語：Marchwood Township）是位於美國密歇根州昂托納貢縣的一個行政鎮區。

## 地方資料
馬奇伍德鎮區的面積為283.68平方千米，當中陸地面積為283.66平方千米，而水域面積為0.02平方千米。根據2020年美國人口普查的數據，當地共有人口90人，而人口密度為每平方千米0.32人。